# Primera División Uruguaya 1949
Il campionato era formato da dieci squadre e il Peñarol vinse il titolo.

## Classifica finale
| Pos. | Squadra              | G  | V  | N  | P  | GF | GS | Punti |
| ---- | -------------------- | -- | -- | -- | -- | -- | -- | ----- |
| 1    | Peñarol              | 18 | 16 | 2  | 0  | 62 | 17 | 34    |
| 2    | Nacional             | 18 | 12 | 4  | 2  | 48 | 28 | 28    |
| 3    | Rampla Juniors       | 18 | 6  | 11 | 1  | 27 | 18 | 23    |
| 4    | River Plate          | 18 | 10 | 1  | 7  | 36 | 35 | 21    |
| 5    | Cerro                | 18 | 7  | 3  | 8  | 31 | 35 | 17    |
| 6    | Danubio              | 18 | 4  | 7  | 7  | 27 | 32 | 15    |
| 7    | Montevideo Wanderers | 18 | 4  | 5  | 9  | 25 | 38 | 13    |
| 8    | Liverpool            | 18 | 3  | 7  | 8  | 19 | 29 | 13    |
| 9    | Central              | 18 | 3  | 4  | 11 | 20 | 42 | 10    |
| 10   | Defensor             | 18 | 1  | 4  | 13 | 28 | 49 | 6     |

G = Partite giocate; V = Vittorie; N = Nulle/Pareggi; P = Perse; GF = Goal fatti; GS = Goal subiti; 

## Classifica marcatori
| Gol |  |  | Giocatore    | Squadra |
| --- |  |  | ------------ | ------- |
| 20  |  |  | Oscar Míguez | Peñarol |